# Hösttjärnen, Dalarna
Hösttjärnen är en sjö i Älvdalens kommun i Dalarna och ingår i Dalälvens huvudavrinningsområde. Sjön har en area på 0,0379 kvadratkilometer och ligger 728,8 meter över havet.

## Delavrinningsområde
Hösttjärnen ingår i det delavrinningsområde (688375-133717) som SMHI kallar för Ovan Foskan. Medelhöjden är 614 meter över havet och ytan är 21,62 kvadratkilometer. Räknas de 42 avrinningsområdena uppströms in blir den ackumulerade arean 364,5 kvadratkilometer. Storån som avvattnar avrinningsområdet har biflödesordning 2, vilket innebär att vattnet flödar genom totalt 2 vattendrag innan det når havet efter 490 kilometer. Avrinningsområdet består mestadels av skog (90 procent). Avrinningsområdet har 0,52 kvadratkilometer vattenytor vilket ger det en sjöprocent på 2,4 procent.